# Спящата красавица (филм, 1959)
Вижте пояснителната страница за други значения на Спящата красавица.
„Спящата красавица“ (на английски: Sleeping Beauty) е американски анимационен музикален фентъзи филм от 1959 г., продуциран от Уолт Дисни, базиран на едноименната приказка от Шарл Перо. Това е 16-ият пълнометражен анимационен филм на Дисни, чиято премиера е на 29 януари 1959 г., и разпространяван от Буена Виста Дистрибушън. Това е последната адаптация на приказка на Дисни за години напред поради първоначалния ѝ смесен критичен прием и недостатъчното приходи в боксофиса; студиото се връща към жанра 30 години по-късно, с излизането на „Малката русалка“ през 1989 г.
Филмът е озвучен с гласовете на Мери Коста, Елинор Одли, Върна Фелтън, Барбара Лъди, Барбара Джо Алан, Бил Шърли и Бил Томпсън.
Филмът е режисиран от Лес Кларк, Ерик Ларсън и Волфганг Райтерман под ръководството на Клайд Джероними, със сценарий от Ердман Пенер в сътрудничество с Джо Риналди, Уинстън Хайблър, Бил Пийт, Тед Сиърс, Ралф Райт и Милт Банта. Музикалната партитура и песните, изпълнени от Симфоничния оркестър на Граунке под диригентството на Джордж Брънс, са аранжименти или адаптации на балета Спящата красавица от 1890 г. на Пьотър Илич Чайковски.
„Спящата красавица“ е първият анимационен филм, заснет в широкоформатния процес Super Technirama 70, както и вторият пълнометражен анимационен филм, заснет в анаморфен широкоекранен формат, след филма на Дисни Лейди и Скитника от 1955 г. Филмът е представен в Super Technirama 70 и 6-канален стереофоничен звук в първите излъчвания по кината. През 2019 г. филмът е избран за съхранение в Националния филмов регистър на САЩ от Библиотеката на Конгреса като „културно, исторически или естетически значим“.

## Сюжет
Внимание:  Текстът по-долу разкрива сюжета на произведението (или части от него)!
След много години без деца, на крал Стефан и кралица Лия се ражда дъщеря – принцеса Аврора. Обявен е празник, за да се отдаде почит на принцесата. Още при кръщенето си Аврора е сгодена за принц Филип, син на крал Хюбърт, най-близкия приятел на крал Стефан, за да се обединят двете кралства.
Сред гостите са трите добри феи кръстници, Флора, Фауна и Лъчезария. Флора и Фауна благославят Аврора съответно с красота и прекрасен глас, но орисването на Лъчезария е прекъснато от злата фея Злодеида, която е ядосана и обидена, че не е поканена. За да си отмъсти, Злодеида проклина принцесата, казвайки, че Аврора ще расте в благодат и красота, но преди слънцето да залезе на шестнадесетия си рожден ден, тя ще убоде пръста си на вретено на чекрък и ще умре. Кралят и кралицата молят феите да развалят проклятието, но те не са достатъчно силни. Лъчезария използва магията си, за да отслаби проклятието; вместо да умре, Аврора ще изпадне в дълбок сън, който ще се прекъсне от целувката на истинската любов. Крал Стефан заповядва да бъдат унищожени всички вретена в цялото кралство. По настояване на феите кралят и кралицата неохотно позволяват на Аврора да живее със своите кръстници, скрити в къща в гората.
Аврора, наричана също Горска роза, се превръща в красива млада жена. На шестнадесетия ѝ рожден ден феите я молят да събере плодове, за да могат да подготвят парти изненада. Аврора се сприятелява с горските животни и им пее песента Мечтая. Филип, превърнал се в красив млад мъж, следва гласа на Аврора и моментално е поразен от нейната красота. Първоначално тя се стряска, тай като не ѝ е позволено да говори с непознати, но двамата с Филип се влюбват. Тя го кани да се срещне с кръстниците ѝ същата вечер.
Междувременно Флора и Лъчезария спорят за цвета на роклята на Аврора, магията им привлича вниманието на гарвана на Злодеида, който научава за местоположението на Аврора. Връщайки се у дома, Аврора е развълнувана, защото иска да каже на кръстниците си, че е влюбена. Феите най-накрая казват на Аврора, че е принцеса и сгодена и че никога повече не трябва да се вижда с този мъж. С разбито сърце Аврора плаче в стаята си. Филип разказва на баща си, че желае да се ожени за обикновено момиче, въпреки годежа си с принцесата, а крал Хюберт остава съсипан.
Феите отвеждат Аврора в замъка, за да изчакат тържествата за рождения ѝ ден и да се събере отново с родителите си. Появява се Злодеида, която примамва Аврора в тъмна кула и я подлъгва да докосне вретеното на въртящ се чекръг. Аврора убожда пръста си, изпълнявайки проклятието само миг преди слънцето да залезе. Трите феи поставят Аврора на легло в най-високата кула и хвърлят мощно заклинание върху поданиците в кралството, карайки ги да заспят, докато магията върху принцесата бъде разрушена. След като чуват разговор в просъница между двамата крале, те осъзнават, че Филип е човекът, в когото Аврора се е влюбила в гората. Те бързат да го намерят, но Злодеида го е отвлякла. Тя показва на Филип спящата принцеса Аврора и казва, че ще го заключи, докато той стане възрастен мъж на прага на смъртта. Само тогава тя ще го пусне да срещне любовта, която няма да е остаряла нито с ден.
Феите спасяват Филип, въоръжавайки го с магическия Меч на истината и Щита на добродетелта. Разгневена, Злодеида обгражда замъка с тръни, но не успява да го спре. Тя се изправя директно срещу него, привръщайки се в огромен черен дракон. По време на битката Филип хвърля меча, дарен от феите, директно в сърцето на Злодеида, като я убива.
Филип събужда Аврора с целувка, нарушавайки заклинанието и събуждайки цялото кралство. Кралската двойка се спуска в балната зала, където се събира с дъщеря си Аврора. Флора и Лъчезария продължават спора си за цвета на роклята на Аврора, докато тя и Филип танцуват.

## Актьори
- Мери Коста – Принцеса Аврора
  - Хелън Стенли – Принцеса Аврора (вокал)
- Бил Шърли – Принц Филип
  - Ед Кемър – Принц Филип (вокал)
- Елинор Одли – Злодеида
  - Джейн Фоуър, Елинор Одли – Злодеида (вокал)
- Върна Фелтън, Барбара Джо Алан, Барбара Лъди – Феите (Флора, Фауна, Лъчезария)
  - Франсис Бейвър, Мейдж Блейк, Спринг Бингтън – Феите (вокал)
- Тейлър Холмс – Крал Стефан
  - Франс Конрад – Крал Стефан (вокал)
- Върна Фелтън – Кралица Лия
  - Джейн Фоуър – Кралица Лия (вокал)
- Бил Томпсън – Крал Хюберт
  - Дон Бъркли – Крал Хюбърт (вокал)
- Марвин Милър – Разказвач

## Продукция

### Развитие на историята
През ноември 1950 г. Уолт Дисни обявява, че разработва „Спящата красавица“ като пълнометражен анимационен филм. Писането по филма започва в началото на 1951 г., в който частични сюжетни елементи произхождат от отпаднали идеи от „Снежанка и седемте джуджета“, включително залавянето на принц Филип от Злодеида и драматичното му бягство от нейната крепост и „Пепеляшка“, където главните герои танцуват върху облак. Към средата на 1953 г. режисьорът Уилфред Джаксън записва диалога, сглобява сюжетна лента и трябва да започне предварителна анимационна работа, където принцеса Аврора и принц Филип трябва да се срещнат в гората и да танцуват, въпреки че Дисни решава да промени действието и това забавя издаването на филма, който първоначално е планиран за 1955 г.
В продължение на няколко месеца Джаксън, Тед Сиърс и двама писатели и сценаристи правят пренаписване на историята, която получава хладна реакция от Дисни. По време на процеса на пренаписване на историята авторите усещат силното влияние на оригиналната приказка и с целувката за събуждане, служеща като кулминационен момент, решават да се концентрират върху първата половина, акцентирайки върху романтиката. Те обаче чувстват, че между принца и принцесата има малко романтика, затова художниците изработват сложна последователност, в която кралят организира търсене на съкровища. В крайна сметка идеята отпада, тъй като настъпва отклонение от централната сюжетна линия. Вместо това са създадени сцените, в които принц Филип и принцеса Аврора се срещнат в гората случайно, докато принцесата (преименувана на Горска роза) разговаря с горските животни. Освен това, тъй като в оригиналната приказка на Шарл Перо присъства проклятие за сън в продължение на сто години, сценаристите решават да съкратят времето на няколко часа, в което принц Филип преодолява препятствията и се бие срещу Злодеида, превърната в дракон.
Името, дадено на принцесата от нейните родители, е „Аврора“ (на латински „зора“), както е в оригиналния балет на Чайковски. Това име се среща и във версията на Шарл Перо, но не като името на принцесата, а като името на дъщеря ѝ. В скривалището тя се нарича Горска роза, името на принцесата във версията на братя Грим. Принцът получава кралско име, най-познато на американците през 50-те години: принц Филип. Героят получава името на принц Филип, херцог на Единбург; персонажът е първият принц на Дисни, който има собствено име, тъй като двамата принцове в „Снежанка и седемте джуджета“ (Принцът) и „Пепеляшка“ (Очарователен принц/Принц) нямат собствени имена.
През декември 1953 г. Джаксън получава сърдечен удар, в резултат на което режисьрът аниматор Ерик Ларсън поема поста режисьор. До април 1954 г. филмът „Спящата красавица“ е планиран за издаване през февруари 1957 г. Дисни инструктира Ларсън, чийто отдел анимира сцените в гората, че картината трябва да бъде „движеща се илюстрация, най-добрата анимация“ и добави, че не го интересува колко време ще отнеме. Поради закъсненията, датата на издаване отново е изместена от Коледа на 1957 г. на Коледа през 1958 г.
Относително късно в продукцията Дисни отстранява Ларсън като надзорен режисьор и го заменя с Клайд Джероними. Режисьорът и аниматор Волфганг Райтерман се присъединява към Джероними като режисьор на сцените в битката с дракона, коментирайки, че „Ние възприехме подхода, че ще убием този проклет принц!“. Лес Кларк е режисьор на сложната начална сцена, където тълпи от граждани в кралството пристигат в двореца за представянето на принцеса Аврора.

### Стил
Стилът във филма се отдалечава от стила рококо в Пепеляшка, а също така не просто се основава на модата и женските стандарти за красота от това време, а се основава на отличителна визуална комбинация от средновековни художествени изображения и дизайна ар деко.
Кей Нилсън – чиито скици са в основата на Нощ на плешивата планина във „Фантазия“ – е първата, която създава скици за стила на филма през 1952 г. Художественият стил възниква, когато Джон Хенч наблюдава прочутите гоблени с еднорози в манастирите, разположени в Музея на изкуствата Метрополитън в Ню Йорк. Когато Хенч отива в студиата на Дисни, той носи репродукции на гоблените и ги показа на Уолт Дисни, който отговоря: „Да, бихме могли да използваме този стил за „Спящата красавица“.“
Ейвин Ърл се присъединява към Уолт Дисни Прадакшънс през 1951 г., като за първи път е назначен като асистент-художник на фона на Питър Пан, преди да бъде повишен като художник на фона в анимационния филм за Гуфи For Whom the Bulls Toil и цветен стилист на носителя на Оскар късометражен филм Toot, Whistle, Plunk and Boom. За Спящата красавица Ърл каза, че „чувствам се напълно свободен да вложа собствения си стил“ в картините, базирани на рисунките на Хенч, в които се казва „Където дърветата могат да се извият, аз ги изправям… Взех темата на Хенч и композицията, която той имаше, и просто се превърна в моя стил.“ Освен това Ърл намира вдъхновение във Френския ренесанс, използвайки произведения на Албрехт Дюрер, Братя Лимбург, Питер Брьогел Стари, Николас ван Ейк, Сандро Ботичели, както и в персийското изкуство и японските графики. Когато Джероними става режисьор, той и Ърл влизат в яростни творчески различия. Джероними коментира, че чувства, че в картините на Ърл „липсва настроението. Всички тези красиви детайли в дърветата са хубави, но кой, по дяволите, ще заглежда това? Фоновете стават по-важни от самата анимация. Беше ги направил по-скоро като коледни картички“. Ърл напуска студията на Дисни през март 1958 г., преди „Спящата красавица“ да бъде завършена, за да започне работа в Джон Съдерланд Прадакшънс. В резултат на това цветовете на фоновите картини на Ърл са омекотени и разредени от тяхната отличителна средновековна черта.

## Издаване

### Премиера
Премиерата на „Спящата красавица“ е на 29 януари 1959 г. в Лос Анджелис. При първоначалната прожекция на филма е излъчен и късометражният документален музикален филм Grand Canyon, който печели награда Оскар.
По време на първоначалното си издание през януари 1959 г., „Спящата красавица“ събира приблизително 5,3 милиона долара от кината (дял за дистрибутора от касите). Производствените разходи за „Спящата красавица“, които възлизат на 6 милиона долара, го превръщат в най-скъпия филм на Дисни до този момент и над два пъти по-скъп от всеки от предходните три пълнометражни анимационни филма на студиото – „Алиса в Страната на чудесата“, „Питър Пан“ и „Лейди и Скитника“. Високите производствени разходи водят до това, че компанията публикува първата си годишна загуба от десетилетие за фискалната 1960 г.

### Преиздаване
Подобно на филма „Алиса в Страната на чудесата“ (1951), който първоначално също не е успешен, „Спящата красавица“' никога не е преиздаван за кино през живота на Уолт Дисни. През десетилетията обаче има много преиздавания в кината. Филмът е преиздаден през 1970 г., като е излъчен на стандартен 35-милиметров филм. Изданието събира приходи в размер на 3,8 милиона долара. Филмът има излъчвания в кината през 1979 г., 1986 г. и 1995 г. Успешните преиздавания на Спящата красавица го превръщат във втория най-успешен филм, излязъл през 1959 г., на второ място след Бен-Хур, с брутни приходи в САЩ и Канада от 51,6 милиона долара. Когато се коригира спрямо инфлацията на цените на билетите, общият брутен приход възлиза на 623,56 милиона долара, което го поставя в топ 30.

### Домашна употреба
„Спящата красавица“ излиза на VHS, бетамакс и лазердиск на 14 октомври 1986 г. като част от колекцията Уолт Дисни Класикс, превръщайки се в първото видео от колекцията, обработено цифрово в Hi-Fi стерео. През 1986 г. са продадени над един милион VHS копия на филма. През 1997 г. отново е преиздаден на видеокасета.
През 2003 г. „Спящата красавица“ е издадено специално издание на DVD, което включва широкоекранна версия (форматирана в 2.35: 1). Платинено издание на филма е издадено през 2008 г. в DVD формат, а също е издадено и първото Blu-Ray издание на филма. През 2014 г. е издадено диамантено издание на филма, а през 2019 г. е пуснато в продажба издание, част от колекцията Walt Disney Signature, по случай 60-годишнината на филма.

## Адаптация
В игралната адаптация на Уолт Дисни Пикчърс Господарка на злото, чиято премиера е през май 2014 г., Анджелина Джоли изиграва ролята на Злодеида, а Ел Фанинг – на принцеса Аврора. Филмът е режириран от Робърт Стромбърг, продуциран от Джо Рот, по сценарий на Линда Улвъртън. Продължението на този филм започва производството през май 2018 г. и излиза по кината през октомври 2019 г.

## Номинации
- 1959 г. – номинация за „Грами“ за най-добър саундтрак албум
- 1960 г. – номинация за „Оскар“ за най-добра филмова музика (Джордж Брънс)
- 1980 г. – номинация за награда „Млад артист“[43]